# Pseudodipsas martina
Pseudodipsas martina är en fjärilsart som beskrevs av William Chapman Hewitson 1869. Pseudodipsas martina ingår i släktet Pseudodipsas och familjen juvelvingar. Inga underarter finns listade i Catalogue of Life.